# NGC 7368
NGC 7368 (другие обозначения — PGC 69661, ESO 345-49, MCG -7-46-10, IRAS22426-3936) — спиральная галактика с перемычкой (SBb) в созвездии Журавль.
Этот объект входит в число перечисленных в оригинальной редакции «Нового общего каталога».
Галактика наблюдается с ребра и в ней заметно искривление тонкого диска. Оно вероятно вызвано гравитационным взаимодействием галактики в группе. 